# 福利亞港
09°55′01″S 37°16′40″W / 9.91694°S 37.27778°W
福利亞港（葡萄牙語：Porto da Folha），是巴西的城鎮，位於該國東北部，由塞爾希培州負責管轄，始建於1835年2月19日，面積877平方公里，海拔高度38米，2013年人口28,237，人口密度每平方公里32.2人。